# Xylophanes ceratomioides
Espèce
Xylophanes ceratomioides est une espèce de lépidoptères de la famille des Sphingidae, de la sous-famille des Macroglossinae, tribu des Macroglossini, sous-tribu des Choerocampina, et du genre Xylophanes.

## Description

### L'imago
L'envergure est 86-96 mm. La marge extérieure de l'aile antérieure est légèrement échancrée. Il y a de longues et étroites écailles blanchâtres sur la face supérieure de l'abdomen. La base de la face dorsale de l'aile antérieure est sombre, souvent presque noire, mais avec une tache blanc-cassé sur le bord intérieur. Le costa a plusieurs taches subapicales remarquables et des taches noires apicales, la plus grande tache subapicale est triangulaire avec la pointe interne dirigée vers la base. La bande subbasale de la face dorsale de l'aile postérieure est blanc cassé, divisée par le milieu en deux par une bande noire longitudinale.

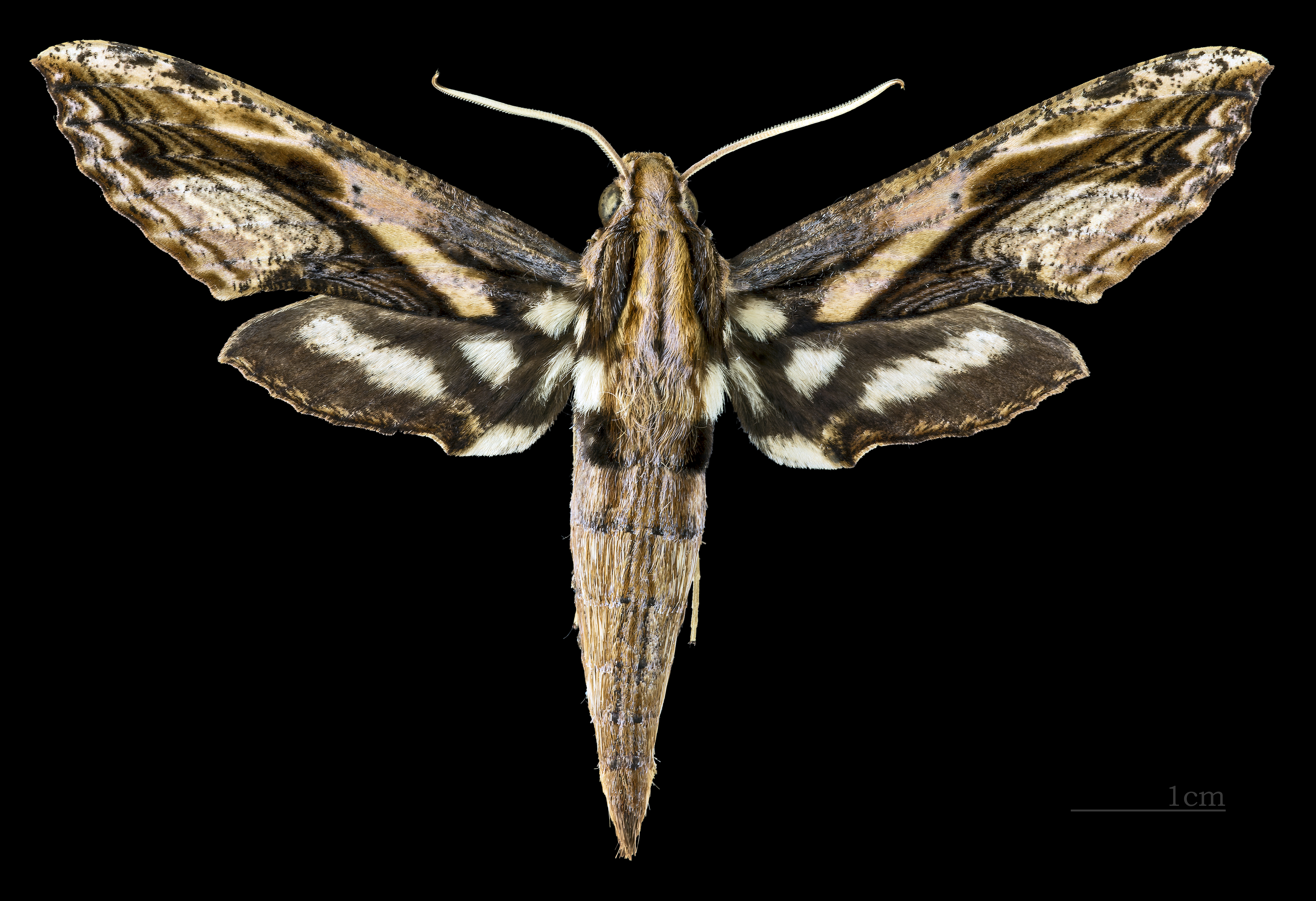
Avers du mâle (coll.MHNT)
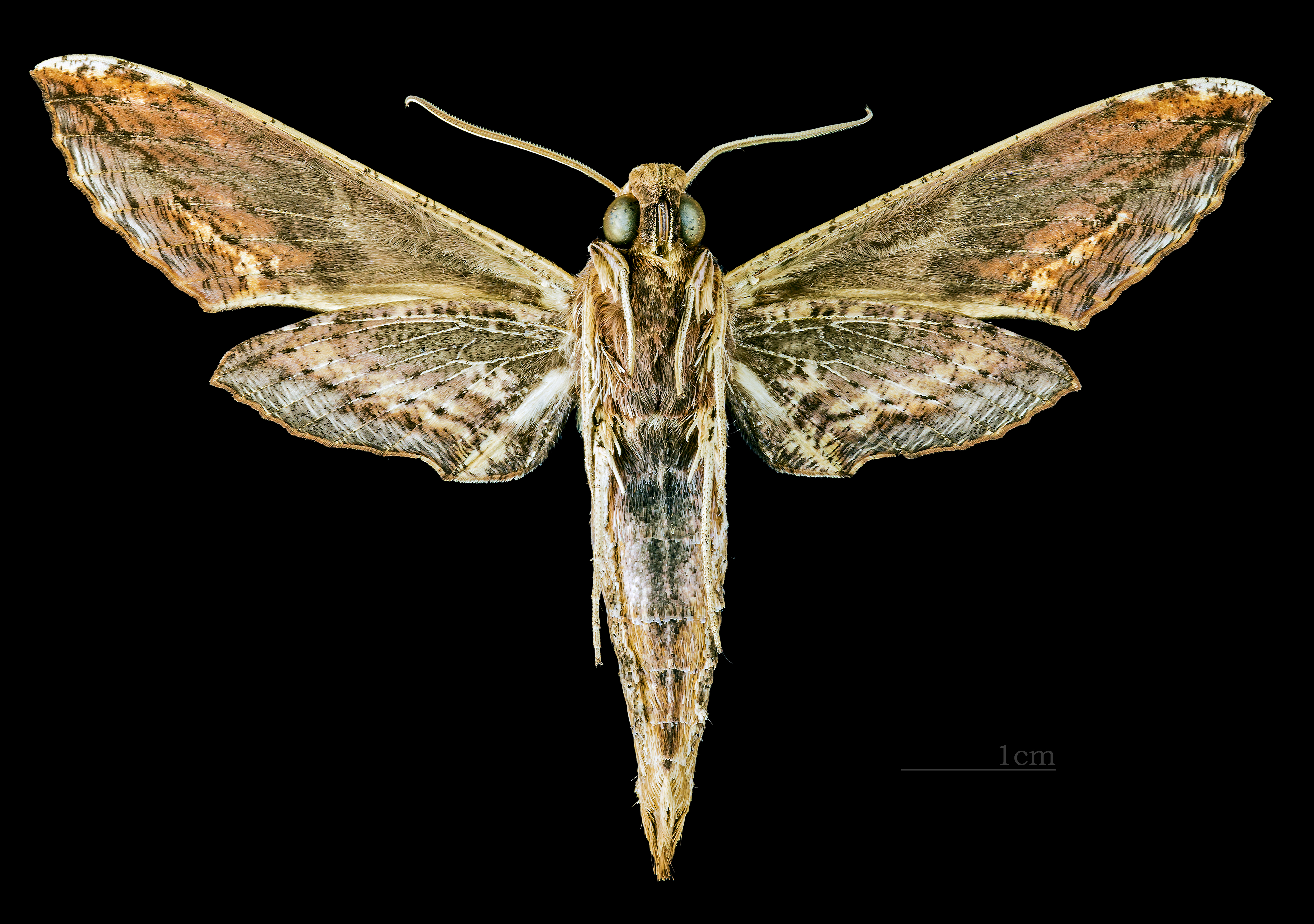
Revers du mâle (coll.MHNT)
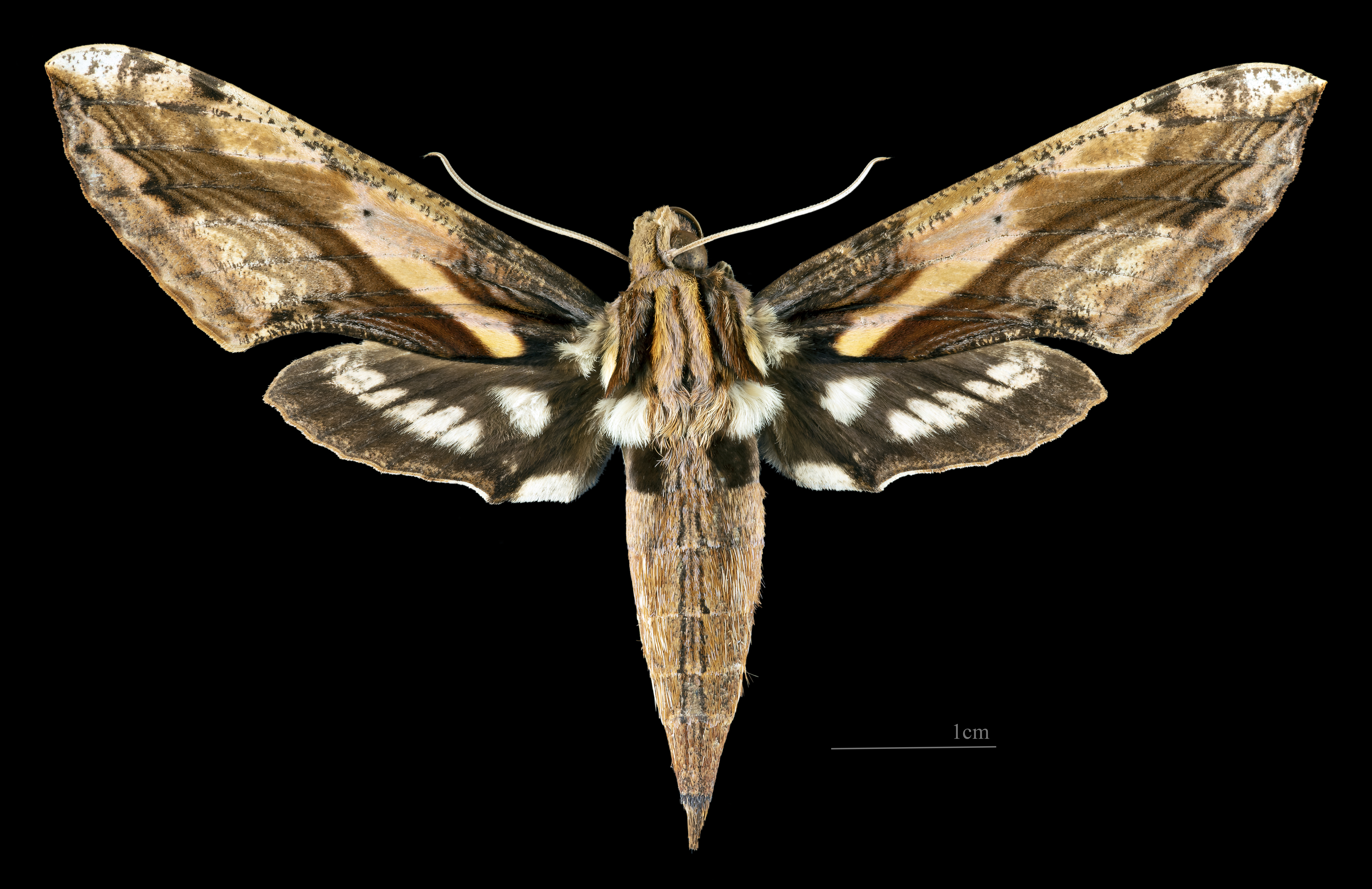
Avers de la femelle (coll.MHNT)
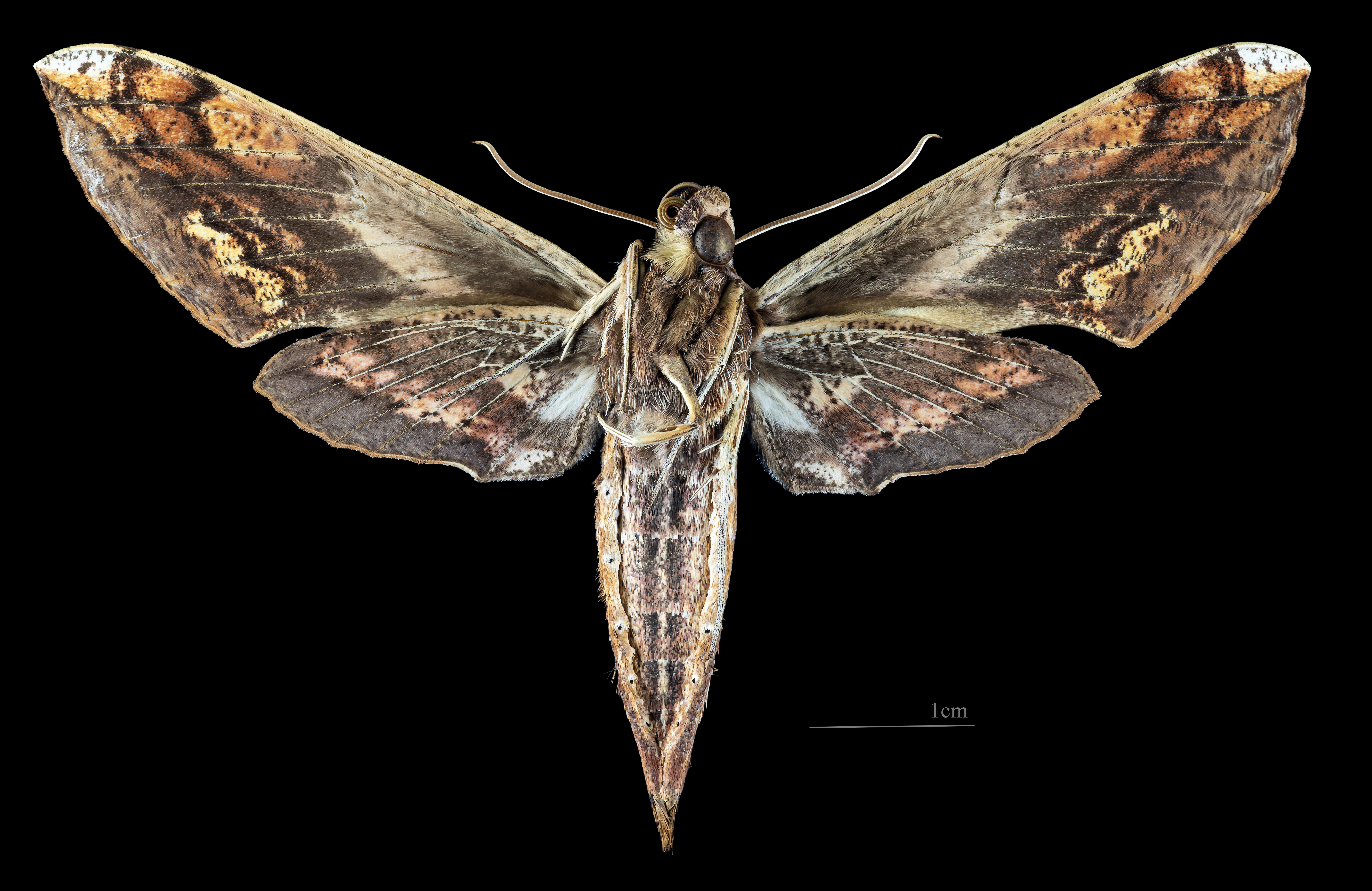
Revers de la femelle (coll.MHNT)

### La chenille
Elles sont généralement très sombres, mais il existe une forme verte. Elles ont un ocelle de couleur crème sur chaque côté et une tache gris-brun plus claire autour de chaque spiracle.

## Biologie
Les adultes volent toute l'année au Costa Rica. Au Pérou, il y a au moins trois générations par an avec des adultes volants de janvier à février, juin à juillet et octobre.
Les chenilles se nourrissent sur Psychotria berteriana, Psychotria correae, Psychotria microdon et Hamelia patens.

## Distribution et habitat
Distribution
L'espèce est connue au Mexique, au Belize, au Costa Rica, en Guyane française, en Bolivie, en Argentine et au Venezuela. Vers le bas, dans le sud du Brésil État de Rio de Janeiro.

## Systématique
- L'espèce Xylophanes ceratomioides a été décrite par les entomologistes Augustus Radcliffe Grote et Coleman Townsend Robinson en 1867[1].
- La localité type est le Mexique.

### Synonymie
- Pergesa anubus Walker, 1856
- Choerocampa minos Ménétriés, 1857
- Choerocampa ceratomioides Grote & Robinson, 1867 Protonyme
- Anceryx capreolus Schaufuss, 1870